# Liste der Fluggesellschaften in Nordkorea

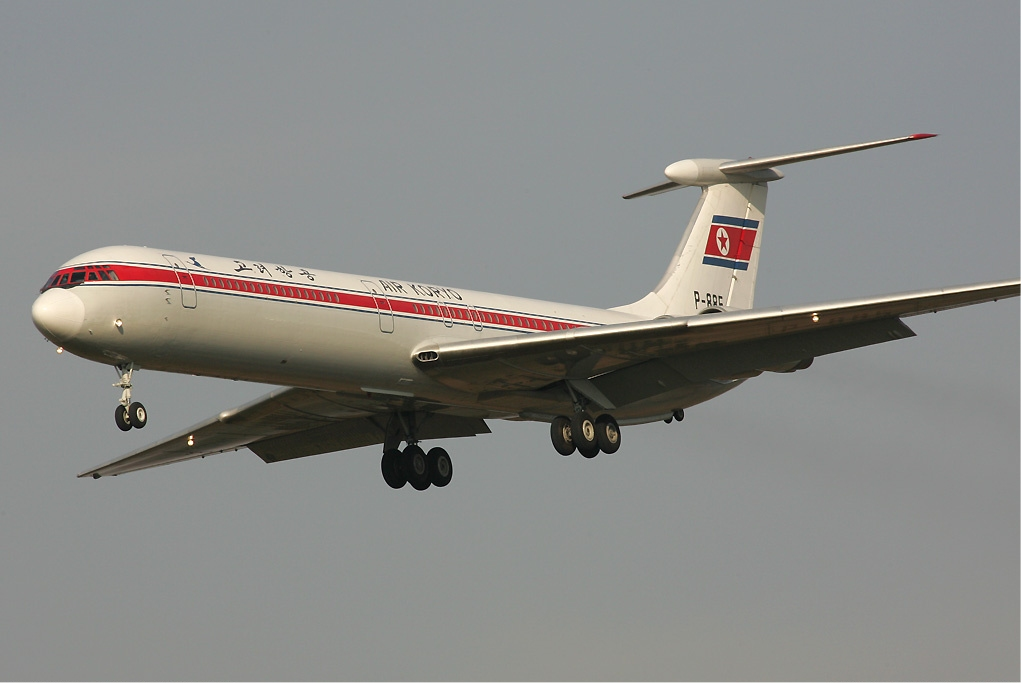
Air Koryo

Dies ist eine Liste der Fluggesellschaften in Nordkorea.

## Aktuelle Fluggesellschaften
- Air Koryo (seit 1992)

## Ehemalige Fluggesellschaften
- Chosonminghang (1955–1992) > Air Koryo